# Plectranthus decurrens
Espèce
Plectranthus decurrens  (Gürke) J.K. Morton, synonyme Coleus decurrens Gürke, est une espèce de plante à fleurs de la famille des Labiées (Lamiaceae).

## Classification
L'espèce Coleus decurrens a été décrite par le botaniste allemand Robert Louis August Maximilian Gürke (1854-1911). Par la suite, les espèces du genre Coleus a été déplacées dans le genre Plectranthus, toujours dans la famille des Lamiaceae.

### Synonymes
Selon World Checklist of Selected Plant Families (WCSP) (22 novembre 2015) :
- Coleus decurrens Gürke
- Coleus elatus Baker
- Coleus toroensis S.Moore
- Coleus variifolius De Wild.